# Platylestes kirani
Platylestes kirani — вид бабок родини люток (Lestidae). Описаний у 2020 році.

## Назва
Вид названо на честь індійського ентомолога К. Г. Кірана, на знак визнання його видатного внеску в одонатологію Керали. Він був співавтором першої книги про бабок малаяламською мовою. Він помер у 2017 році, у віці 40 років.

## Поширення
Ендемік Індії. Відомий із прибережних заболочених територій в штаті Керала на півдні країни.

## Опис
Platylestes kirani відрізняється від свого найближчого родича P. platystylus такими ознаками:
- Спинна частина синтораксу з широким чорним маркуванням, внутрішня сторона пряма, а зовнішня сторона — гранульована розширена структура в трьох точках.
- Синторакс яблучно-зелений (у P. platystylus він блідо-коричневий).
- Верхівка верхніх анальних придатків тупа і округла, стикається одна з одною (у P. platystylus верхівка конічна, не стикається одна з одною, спрямована вниз).
- Колір птеростигми набагато темніший, ніж у P. platystylus.